# Mispilodes andamanica
Mispilodes andamanica là một loài bọ cánh cứng trong họ Cerambycidae.